# 喜劇 駅前金融
『喜劇 駅前金融』（きげき えきまえきんゆう）は、1965年7月4日に東宝系で公開された日本映画。カラー。シネマスコープ。東京映画作品。94分。

## 概要
駅前シリーズの第12作。本作は、高利貸し業者を巡っての人間ドラマに重点を置いている。
森繁久彌は経理士、伴淳三郎は高利貸し、フランキー堺はトランペット吹き（のち伴淳の会社の社員になる）、三木のり平は屑鉄業者を演じる。フランキー、大空真弓、三木の三角関係は、金色夜叉のパロディ。
歌のゲストは松尾和子、和田弘とマヒナスターズ。

## スタッフ
以下のスタッフ名は東宝に従った。
- 製作：佐藤一郎、金原文雄
- 脚本：長瀬喜伴
- 監督：佐伯幸三
- 撮影：岡崎宏三
- 音楽：広瀬健次郎
- 美術：小野友滋
- 照明：榊原庸介
- 録音：長岡憲治
- スチル：橋山愈
- 編集：広瀬千鶴

## 出演者
以下の役名と出演者名は特に記載のない限り東宝に従った。
- 森田徳之助：森繁久彌
- 伴野孫作：伴淳三郎
- 坂井次郎：フランキー堺
- 高岡三平：三木のり平
- 島中圭子：淡島千景
- 金成藤子：淡路恵子
- 前川由美：大空真弓
- 石内染子：池内淳子
- かね子（孫作の妻）：乙羽信子
- 剛造（藤子の夫）：有島一郎
- 前川博士（由美の父）：加東大介
- 花子（由美の母）：沢村貞子
- 松井和江：松尾和子
- 山花久吉：山茶花究
- 「船原ホテル」のセミヌード：山東昭子
- ホステス夢子：星美智子[2]
- 和田弘とマヒナスターズ

## 主題歌
「駅前小唄」
作詞：井田誠一 / 作曲：鈴木庸一 / 歌：松尾和子、和田弘とマヒナスターズ

## 同時上映
- 太平洋奇跡の作戦 キスカ